# Ouzbékistan aux Jeux olympiques d'hiver de 2002
L'Ouzbékistan a participé aux Jeux olympiques d'hiver de 2002 à Salt Lake City.

## Athlètes engagés
Six athlètes représentèrent l'Ouzbékistan durant ces Jeux, trois femmes et trois hommes engagés dans deux sports : le ski alpin et le patinage artistique.